# Punt Gun

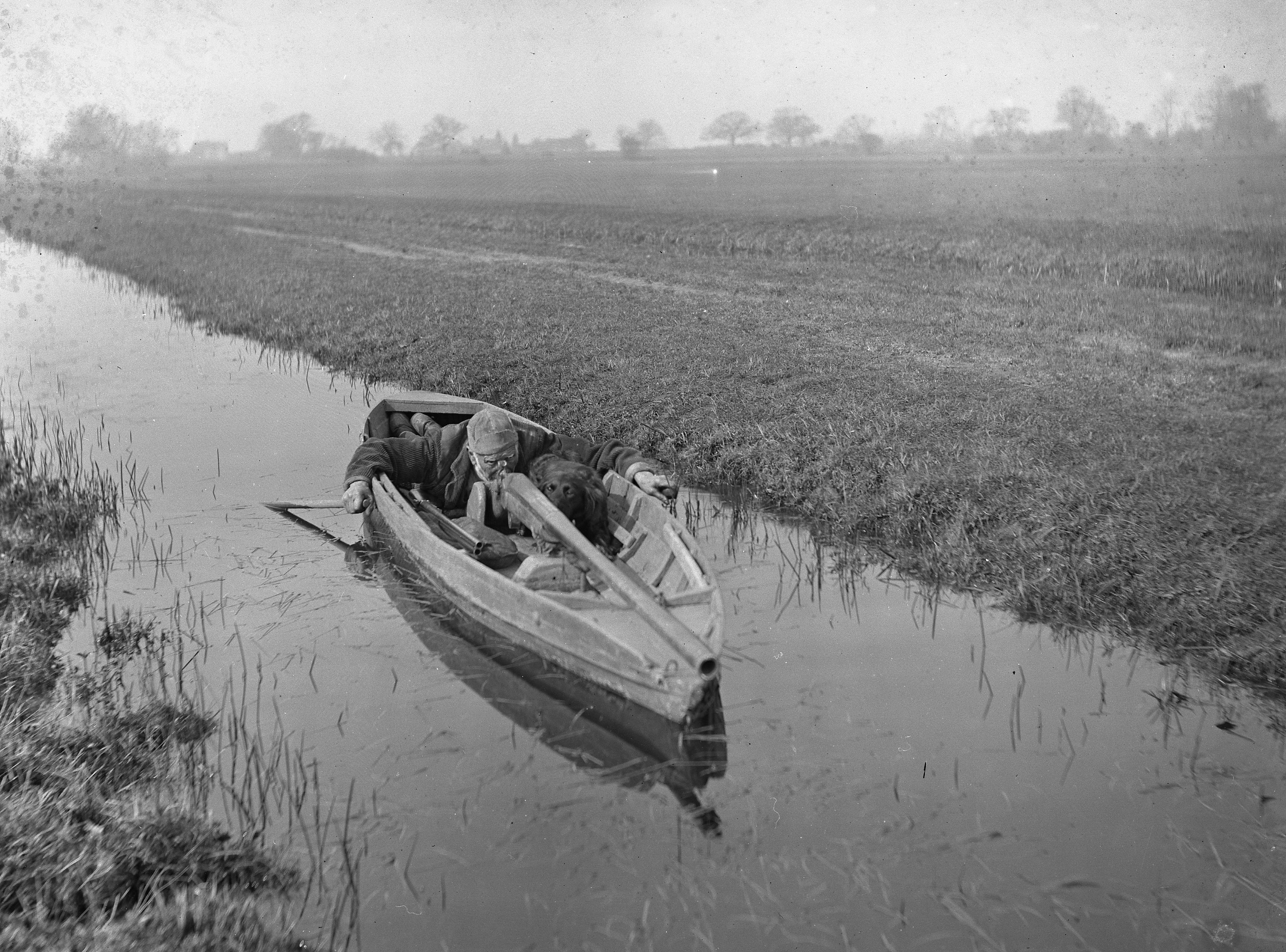
Der britische Wildvogeljäger Snowden Slights aus Yorkshire, einer der letzten kommerziellen Schützen, auf der Jagd mit einer seiner zahlreichen Punt Guns (ca. 1900–1912)

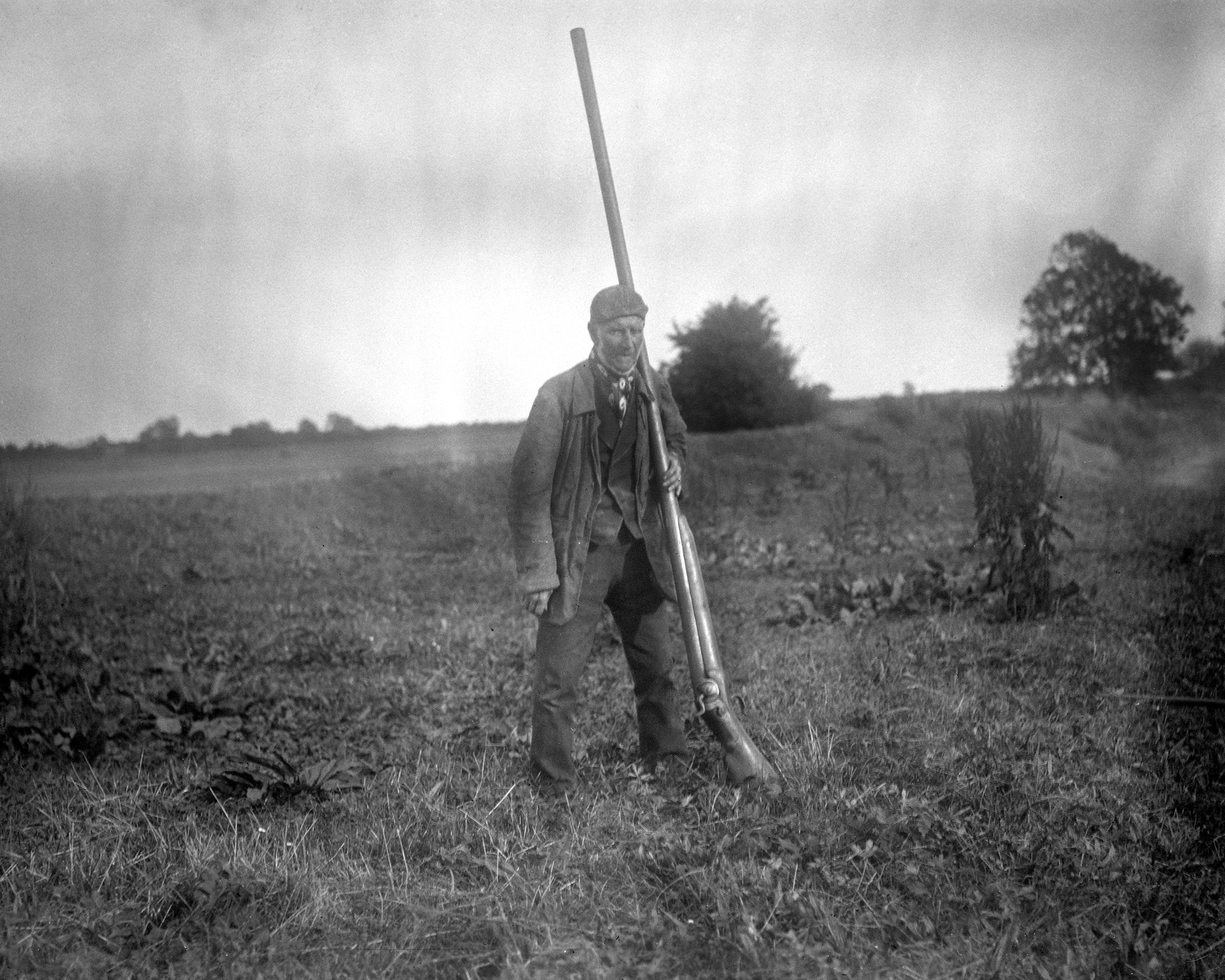
Snowden Slights mit seiner größten Punt Gun im Jahr 1912

Eine Punt Gun ist eine extrem große Schrotflinte, die im 19. und angehenden 20. Jahrhundert Verwendung fand. Da diese Flinten durch die hohen Rückstoßkräfte nicht freistehend geschossen werden konnten, waren sie in der Regel fest auf länglichen, flachen Ruderbooten, sogenannten Punts, montiert, nach denen sie auch benannt waren.

## Konstruktion und Verwendung
Die Punt Gun war zumeist eine Einzelanfertigung. Der Laufdurchmesser der bis zu drei Meter langen Flinte betrug um die zwei Zoll (51 mm). Pro Schuss wurden rund ein Pfund (≈ 0,45 kg) Schrotkugeln verschossen. Ein einzelner Schuss konnte bis zu 50 Wasservögel gleichzeitig treffen. Sie wurde zunächst hauptsächlich für die kommerzielle Jagd auf Wasservögel verwendet.
Der Schütze ruderte liegend in Marschgebieten oder auf flachen Gewässern langsam an die Wildvogelpopulation heran und schoss aus naher Distanz mit der Waffe auf die aufsteigenden Wasservögel.
Der Erfolg dieser Jagdmethode war so durchschlagend, dass bereits Mitte des 19. Jahrhunderts die Nutzung von Punt Guns in den USA und in Großbritannien zum Schutz des Wildvogelbestands gesetzlich reguliert wurde. Dabei kam auch der Einfluss gutsituierter Hobbyjäger aus der Oberschicht zum Tragen, die die kommerzielle Jagd als erhebliche Konkurrenz zu ihrem Freizeitvergnügen ansahen und um ihren eigenen Jagderfolg bangten. Seit 1870 wurde in immer mehr Bundesstaaten der USA die Jagd mit Punt Guns verboten, aber noch 1876 rühmte sich ein Jäger, in den Sümpfen von Horicon Marsh mit einem einzigen Schuss 96 Enten erlegt zu haben.
Im 20. Jahrhundert wandelte sich die Jagd mit der Punt Gun zu einer Spielart der Hobbyjagd. In der Zeit zwischen dem Ersten und dem Zweiten Weltkrieg gab es laut der britischen Sportschützen-Gesellschaft rund 180 aktive Punt-Gun-Schützen. Noch 2017 jagten rund ein Dutzend Hobbyjäger in Großbritannien mit dieser Waffe, wobei die Anforderungen an den Natur- und Artenschutz sehr hoch sind.